# 篠田あゆみ
篠田 あゆみ（しのだ あゆみ、1980年11月16日 - ）は、日本の元AV女優。

## 略歴・人物
神奈川県出身。2010年3月18日に「池田美和子」（いけだ みわこ）の芸名でデビューした熟女系の巨乳AV女優。同年7月1日に引退。
AVデビュー前の男性との初体験は高校時代に。
2014年4月25日に、「篠田あゆみ」としてAVに復帰。
2015年3月3日に、スカパー!アダルト放送大賞2015 で、「熟女女優賞」と「夕刊フジ賞」を受賞。
2016年6月16日、Twitterにて引退を発表。

## 出演作品

### アダルトDVD

#### 「池田美和子」名義
2010年
- お前の妻そんなにいいなら俺に抱かせろよ（3月18日、タカラ映像）
- 担任の爆乳は一見にしかず 2 Gカップ91cm みわこ先生（3月19日、チェリーズ）
- まつぢめの生保レディ（4月16日、タカラ映像）
- 初中出しで大コーフン! Gカップデカパイ素人（4月19日、胸キュン喫茶）※「みき」名義
- 近親相姦 母と息子の肉欲交尾（4月29日、センタービレッジ）
- 兄嫁（笑） て言うか昼間は俺専用wwwww（5月6日、タカラ映像）
- 「鏡の前でシテクダサイ…。」 〜夫と別れる為に他人に抱かれる妻・美和子（28歳）〜（5月7日、マドンナ）
- 続 友達の母親（5月13日、センタービレッジ）
- 人妻の悲劇（5月21日、なでしこ）
- おっぱいスナック 美和子ママ Gカップ91cm（5月28日、チェリーズ）
- ナメクジ舌 2（6月3日、グローリークエスト）
- すけべな息子に義母はメロメロ 20（6月11日、東京音光）
- 女のカラダは即濡れ即挿れ可で選ぶ。（6月13日、E-BODY）
- 1日限定 となりの巨乳お母さんが僕の家にやって来る!（6月17日、グローリークエスト）
- フェラコレ熟女編 VII（6月25日、隼エージェンシー）
- 妻の妹 〜背徳の家庭内盗撮〜（6月25日、マドンナ）
- 働く美人妻 現役家庭教師 美和子さん28歳（6月25日、なでしこ）
- 病棟奴隷（7月1日、タカラ映像）
- 実録素人ドキュメント 私を女優にして下さい AGAIN 9（7月24日、HMJM）
- こだわりの手コキ 人妻編 VIII（9月25日、隼エージェンシー）
- 池田美和子でござひます。 4時間（10月21日、タカラ映像）※総集編

#### 「篠田あゆみ」名義
2014年
- 淋しんぼ母さん 過剰な愛情欲情セックス（5月15日、センタービレッジ）
- 揉みたい若妻（6月6日、光夜蝶）
- 28歳、IcupドM妻が夫にナイショでまさかのデビュー!?（6月6日、NON）
- 禁断介護（6月19日、グローリークエスト）
- 「ナマで入っちゃった!」オイル素股でチ●ポをマ●コに擦りつけてたら、気持ち良すぎて生挿入! 中出しセックスまでヤッちゃった風俗嬢たち 6（6月19日、グローリークエスト）
- 夫婦水入らずの温泉旅行…貸切りと旦那にダマされて混浴露天風呂でいきなりデカチンに囲まれた巨乳妻は、戸惑いながらも勃起したデカチン他人棒に興味津々! 2 旦那には秘密で妊娠覚悟の生中出し! 計9発!!（6月19日、ディープス）
- 巨乳未亡人下宿 白人チ○ポに乳首はビンビンでアソコが疼く（6月20日、クリスタル映像）
- Iカップ100cm 通販カタログ専属読者モデル篠田あゆみ、現役主婦でもある彼女は、一般主婦の読者層から絶大な支持を得ている好感度モデル。 彼女が着ると絶対売れる ヒット商品!! 部屋とYシャツとメガネ巨乳 6（6月20日、チェリーズ）
- 身の上話ドキュメント 午後の人妻 再会（6月21日、HMJM）
- 超本格官能人妻エロ絵巻 帰ってきた兄嫁（笑）（6月26日、タカラ映像）
- 湯けむり近親相姦 母子入浴交尾（7月7日、ヴィーナス）
- 超本格官能人妻エロ絵巻 大衆ソープに堕ちた妻（7月10日、タカラ映像）
- スーパーの買い物帰りに突然の雷雨で我が家に雨宿りをしにきたママ友たち。雨でびしょ濡れになり透けた服のママ友にドキッ!としてタジタジなボク。そんなボクの童貞魂を見抜き、服が乾くまでの間に面白がり誘惑してくるママ友にハメられてしまうボクは幸せ者でしょうか? 3（7月10日、Hunter）
- 性奴隷目的で罠にハメられた銭湯の従業員、それでもアソコは濡れている、くびれ巨乳は揺れている（7月11日、クリスタル映像）
- 夫婦ご対面ゲーム!!（7月13日、はじめ企画）
- 物干し竿に拘束された巨乳妻（7月17日、グローリークエスト）
- 巨乳女教師の誘惑（7月19日、OPPAI）
- 家族にバレたら…でも、止められない。隣に住む他人夫とのベランダ不倫にハマる人妻（7月24日、ナチュラルハイ）
- ひじグリグリ痴漢 巨乳娘が超満員電車で乳首くっきりまさかのノーブラ? すぐ目の前に飛び込み乗車して来た美人巨乳をよくよく見たらまさかのノーブラ!! 本人は気付いていない様子!! 偶然を装い乳首めがけて肘を当てたらノーブラに気付いたようでかなりモジモジしだした! 更に偶然を装い執拗に乳首を責めたらまさかの感じまくり! ただそれだけで満足していた僕に予想していなかった展開が…（7月24日、Hunter）
- 乳離れできない息子に吸われ続ける母（7月25日、EROTICA）
- 宿泊先の客室案内係がもしかして本人?!ていうくらい元カノにメチャそっくりで、ネームプレートも同姓同名。だけども勇気を出して声をかけられない。一体どうしたらいいんだろう?そうだ、元カノだったら、ホクロの位置で分かる! それを確かめる為には、ベッドに押し倒すしかない! 無理矢理犯されたい願望の客室案内係はスーパークビレめがね巨乳 篠田あゆみ（7月25日、チェリーズ）
- いつも気になる魅惑の谷間 夢にまで見た母のパイズリ（8月1日、ABC）
- 淫語で誘う寸止め焦らし痴女 〜僕を生殺しにして愉しむ部下の爆乳奥さん〜（8月1日、Fitch）
- 熟れた谷間に焦らされて…（8月8日、ワープエンタテインメント）
- 過保護な母にエロ〜い下着を着せると思いの外、恥ずかしがる姿をみて興奮した僕の勃起チ●ポをエロ〜い目線で見つめるので『舐めてみる?』と聞いたら答える前にカブリつかれた件。（8月8日、NON）
- あなたと逢う日はスカートで…（8月8日、光夜蝶）
- 女教師監禁レ×プ（8月13日、溜池ゴロー）
- 篠田あゆみの汗だく、種付け、本気SEX（8月13日、HERO）
- 「寝取られ願望」 愛する妻を全裸家政婦に炊事・洗濯・性欲処理… 他人チ○ポに犯され、恥ずかしさに濡れる羞恥の家事手伝い（8月21日、SODクリエイト）
- 大人の紙芝居 巨乳母と巨尻娘（8月22日、クリスタル映像）
- 息子よ、ワシら、巨乳の嫁に介護してもらいたいのじゃよぉ〜 巨乳介護奴隷妻 今、最もお嫁さんにしたい女 No.1のAV女優 篠田あゆみはIカップ100cm （8月22日、チェリーズ）
- 今夜、妻の友達と二人きり…（8月25日、マドンナ）
- 奪う!! 弟の嫁を寝取った兄（8月25日、サイドビー）
- 美爆乳×曲線美 絶世の究極BODY（8月25日、美）
- 常夏沖縄でなんだか開放的な気分!! 水着のままでOK!!Vラインギリギリマッサージで困惑!? ビキニからはみ出す乳首っ!!日焼けした肌にちょっぴりしみる リゾートホテル併設オイルマッサージ（8月29日（レンタル）/9月12日（セル）、LEO）
- 人妻とドキュメント（8月30日、HMJM）
- 10発中出しするまで勃起させちゃうお姉様SEXテクニック（9月1日、ワンズファクトリー）
- 凄い身体の母子と1日で40回も子作り（9月1日、ZUKKON/BAKKON）
- お色気P○A会長と悪ガキ生徒会（9月4日、グローリークエスト）
- パンスト×美脚×SEX（9月4日、グローリークエスト）
- 僕に厳しい姉の大胆オナニーを見てしまったら『お願い…、内緒にして…』と懇願してきたので勃起したチ●ポをそっと前に突きつけたら夢中でシャブリつかれてしまった。（9月5日、NON）
- じぃさんの舐め廻し乳揉み痴漢で感じてしまった巨乳女（9月6日、ナチュラルハイ）
- マジックミラー便 特別企画! お出かけ中の仲良し家族をMM便に乗せちゃいます! ヤらずに死ねるか!! ずっとヤりたいと思っていた義父想いの優しい巨乳嫁と密室で二人きり♥ 激動の昭和を生き抜いたヤンチャオジイチ○ポが旦那（=むすこ）の目の前で禁断の寝取りセックス!（9月6日、ディープス）
- 爆乳ハミ出し家政婦（9月7日、プレミアム）
- 夫の親族一同に輪姦された美人妻（9月13日、溜池ゴロー）
- 完熟と豊満 〜肉棒を貪り喰らうハイエナ淫女たち（9月13日、E-BODY）
- 本物人妻! 最初で最後の初アナルFUCK 〜アナタごめんなさい、アナタともシタ事ないアナルセックスでイキまくっちゃいました〜（9月19日、エムズビデオグループ）
- お母さんが初めての女になってあげる（9月19日、ABC）
- 『お義父さん、私には夫がいます…。』 義父に飼育される嫁（9月25日、グローバルメディアエンタテインメント）
- 中出し お義母さんが教えてあげる 息子の情欲を膣中で受けとめる母たち（9月25日、ビッグモーカル）
- 南関東某県某市の駅から十五分ほど歩いた住宅街には何故だか知らないが行列の出来る歯科医院があるらしい（9月25日、タカラ映像）
- ガサ入れ! ビッグバンローター改 人妻AV女優の本物の旦那様が居る自宅にアポ無し訪問! バレないようにビッグバンローターで楽しんでいたら奥様の性欲に火がつきまくって玄関先でこっそり濃厚接吻寝取りSEX&潮!潮! さらには3年間セックスレスだった旦那様とまさかの合体FUCK!（9月25日、サディスティックヴィレッジ）
- 全発射本物精子 拘束されて動けなくなった篠田あゆみに大量顔射&マ○コぶっかけ受精（9月25日、ダスッ!）
- 緊縛、寝取られ、野外露出…夫の性癖に付き合わされる人妻（9月26日、EROTICA）
- 噂の裏介護サービス（9月30日（レンタル）/10月10日（セル）、LEO）
- 現役RQ 凌辱オフ会（10月1日、Fitch）
- 欲しがるオクチ（10月3日、ワープエンタテインメント）
- おねがい見ないで…、夫に見せた事がないほど本気のセックスを知ってしまった妻たち…（10月3日、NON）
- 縛られた人妻 〜服従の露出緊縛〜（10月7日、マドンナ）
- 3日間滞在して、寝食を共にする超高級美女ソープ（10月9日、アイエナジー）
- 人妻美食（10月10日、アップス）
- 過激すぎるド素人娘 4時間スペシャル 19（10月10日、S級素人）
- “私で試乗しませんか?” 巨乳カーディーラーの淫らな営業（10月10日、BAZOOKA）
- 完全ノーカット真性中出し（10月13日、MOODYZ）
- 母と息子の子作り妊活日記（10月13日、溜池ゴロー）
- 汗と愛液。 繰り返す絶頂。（10月19日、鉄板）
- 巨乳レズ団地妻（10月19日、レズれ!）
- 朝から晩まで中出しSEX 19 (10月22日、アイエナジー)
- パソコンに入っていた自分の母親のハメ撮り動画で興奮した隣の家の娘と恥ずかしい姿を見られ拒めなくなった母親を並べて親子丼 2（10月23日、NON）
- 魔少年たちの巨乳奥様狩り 4（10月24日、クリスタル映像）
- 淫ボイス 5（10月25日、AVS Collector's）
- 篠田あゆみ 浣腸解禁!（10月25日、ダスッ!）
- 監禁M男強制中出しルーム 3時間スペシャル（10月25日、美）
- ランジェリーナ（11月1日、ワンズファクトリー）
- 眼鏡×競泳水着×くびれボイン（11月7日、クリスタル映像）
- 人妻 奴隷契約（11月7日、ワープエンタテインメント）
- 酔いつぶれた上司・同僚を自宅まで送り届けると、巨乳の奥様が出迎えてくれた。エッチ中に旦那が眠ってしまい、ムラムラと取り残された“妻”と傍観者“僕”……寝入った隙に、寝取って中出し!（11月7日、赫夜姫映像）
- ボンデージガール 超絶Iカップ痙攣SEX（11月7日、Be Free）
- ダーク系鬼畜餓鬼んちょ 2（11月8日、ROCKET）
- エロコスボディコンシャス Vol.1（11月13日、AVS Collector's）
- 友人の母（11月13日、溜池ゴロー）
- キマリすぎた身体（11月19日、乱丸）
- 艶熟レズフェロモン（11月19日、レズれ!）
- 中出し近親相姦 お義父様やめて下さい 義理の父に中出しされる息子の嫁 第伍章（11月25日、ビッグモーカル）
- 上司と部下の妻 5（11月25日、サイドビー）
- 雌妻 焦らしと寸止めは最高のスパイス本気欲情快楽セックス 95cmIカップガチ昇天!（11月25日、セレブの友）
- 不倫と中出しを教える巨乳人妻（11月25日、本中）
- 僕のペットは爆乳キャリアウーマン ～敏感な乳房が咽び泣く社内調教～ (12月1日、Fitch)
- 妻がガチ夫に贈る寝取られ中出しビデオレター (12月25日、本中)

2015年
- 「大きな胸を活かせてない！地味女に誘惑服を着せて男子校勃起バスに乗せたら発情するまで何分?」VOL.1 (1月8日、ナチュラルハイ)
- 農家の嫁 (2月25日、マドンナ)
- 爆乳緊縛ハードレズビアン ～捜査官の爆乳を狙う卑猥な女狐～ (3月1日、Fitch)
- 熱帯夜 (3月13日、溜池ゴロー)
- 抜かずの14発中出し＋1 (3月27日、EROTICA)
- 篠田あゆみの鬼コキ! (4月7日、VENUS)
- 乱交でレズれ! (4月19日、ケー・トライブ)
- シャイな男子生徒を変態痴女行為で弄ぶ変態女教師（4月23日、GARCON）
- 巨乳女教師が教えるハーレム中出し学園 (4月25日、本中)
- アパートの大家さんはワキ毛花嫁 夫が亡くなって2年…Iカップ爆乳未亡人が二度目の恋をする花嫁新婚中出しセックス (4月25日、セレブの友)
- 催眠麗女 CA アユミ (5月1日、催眠研究所)
- 中出しお義姉さんの誘惑 (5月7日、プレミアム)
- 篠田あゆみに怒られたい コスって淫語で罵ってイカせちまうぞコラア! (5月7日、ゴールデンタイム)
- 近親相姦中出しソープ 初めての熟女風俗、指名したら母ちゃんだった (5月19日、VENUS)
- ハイレグ奴隷女教師 (6月1日、MOODYZ)
- 恥辱の生尻肛門調教 肛衆便所にされた人妻家政婦 (6月1日、Fitch)
- 中出し肉便器担任2 (6月6日、サディスティックヴィレッジ)
- うちの妻を痴漢してください。 (6月18日、ヒビノ/NTR)
- 奥さ～ん許して～ 妻に報告されてもヤリたい女 (6月25日、本中)
- 舌と肉体を絡ませ合う濃密ベロキスサロン (7月1日、Fitch)
- 痴漢OK娘スペシャル 豪華版 絶対NGの巨乳女医＆童顔看護師を連日痴漢で中出しまでOKさせろ (7月9日、ナチュラルハイ)
- 淫語ママ (7月19日、ドグマ)
- マブダチとレズれ！in台湾SP (7月19日、レズれ!)
- 教え子の身代わりになって犯された女教師 (7月23日、ヒビノ)
- 舞ワイフ ～セレブ倶楽部～ 76 (7月23日、AROUND) ※「菊池紀子」名義
- スタイリッシュソープ ゴールド (8月7日、プレミアム)
- 女くず弁護士 4 どんな男も必ず落とす魔性の痴女責め交渉術（8月25日、セレブの友）
- 大人の女が魅せる大胆誘惑チラリズム ～学校で貴方を 挑発する女教師のパンチラ遊戯～ (9月1日、Fitch)
- 汗尻 Wキャスト (9月1日、TEPPAN)  ※「AV OPEN 2015」出品作品
- 熟成揺れ肉GLAMOROUS (9月4日、ワープエンタテインメント)
- うちの妻を夜這いしてください (9月10日、ヒビノ)
- BAZOOKAの最高級プレミアムソープランド（9月11日、ケイ・エム・プロデュース/BAZOOKA）
- 完璧BODY痴女ヴィーナス VOL.5 (9月15日、ジャネス)
- ウブな教え子をち●ぽ汁（ザーメン）まみれにするデカチン巨乳ふたなり●校教師 4（9月24日、ディープス）
- 羞恥!激ヤバ発情!電圧86倍 ビッグバンローターをマ○コに入れて街中を引き廻された野外潮吹き娘! (9月24日、サディスティックヴィレッジ)
- 嫁姑レズビアン 私、姑に毎日レズ調教されています。。 (10月7日、ビビアン)
- え?嘘!混浴温泉だったの!!まずい勃起した。1人で温泉につかっていると、なんだか女の人の声がして全裸の母娘家族が入ってきた。お互い遠慮しながらも段々気分がゆるんできたのか彼女たちのタオルから乳首がポロリ。勃起チ○ポに気づき興奮した母娘たちに食べられちゃいました。 (10月8日、SWITCH)
- 人妻性奴隷（10月9日、アモーレ）
- すんごい乳首責めで中出しを誘う連続膣搾り痴女お姉さん（10月25日、本中）
- 僕のママはインテリ痴女 (10月25日、セレブの友)
- 狂おしいほど受精したがるあゆみと朝から晩までえげつない生中出しSEX（10月29日、Fitch）
- 姉さん女房が思いっきり甘えさせてくれる子作り淫語（10月30日、Fetish Box/妄想族）
- 狂おしいほど受精したがるあゆみと朝から晩までえげつない生中出しSEX (11月1日、Fitch)
- いきなりパンツ脱がせてM字開脚 恥じらいの美熟女ドエロマ●コ 5（11月6日、LEO）
- 一般男女モニタリングAV 巨乳な奥様と体育会系（アスリート）大学生の素人同士が初対面で2人っきりの密着オイルエステ体験!! 収まりきらない色気漂うおっぱいに触れた瞬間若チ○ポはフル勃起!! 人妻の欲求不満オマ○コと10代の性欲盛んな筋肉ムキムキチ○ポは年の差浮気SEXしてしまうのか!? 2（11月12日、ディープス）
- あなたがいない間に義父にレ×プされました…（11月13日、溜池ゴロー）
- 巨乳ヒロイン乳縛中出し（11月14日、OPPAI）
- 金粉奴隷ソープ 篠田あゆみ（11月20日、バミューダ/ヴァンアソシエイツ）
- 篠田あゆみ本物中出しまるごと全作収録!!（11月25日、本中）※単体ベスト
- 願望叶う不思議な性感エレベーター（11月25日、セレブの友）
- 篠田あゆみの凄テクを素人童貞くんが発射せずに10分間ガマンできたら生ハメで極上中出し筆おろし！（11月26日、アイエナジー）
- 親の居ない日、僕は5人の姉とむちゃくちゃSEXした。（11月27日、トータル・メディア・エージェンシー）
- スーパーベスト6時間（11月28日、HMJM）
- パイパン全裸奴隷 夫の部下に剃毛調教された爆乳妻（12月1日、Fitch）
- 拘束仰け反り機械姦 人妻種付け洗脳（12月1日、ムーディーズ）
- 汗尻 BEST（12月1日、鉄板）
- ランジェリーナ8時間BEST4（12月1日、ワンズファクトリー）
- メスころがしベスト４時間（12月4日、h.m.p）
- 親戚のおばさんに筆おろしされた僕。リターンズ（12月4日、LEO）
- レズビアンアスリート～グラマラス女子バレーボーラー・熱血！ノンストップ！！レズビアン！！！～（12月7日、ビビアン）
- もっこり食い込み巨乳レオタード（12月8日、Fetish Box/妄想族）
- 原作 華フック 超絶凌辱競演大作 待望の実写化!!根暗少年の復讐ハーレム調教計画 熟れコミ3周年記念作品（12月8日、マドンナ）
- 入浴中に母が入ってきて我慢が出来なくなった僕は何度も母に膣内射精した。（12月11日、トータル・メディア・エージェンシー）
- 殿堂!スーパーアイドル8時間（12月11日、ケイ・エム・プロデュース）
- 逆イカセ4時間～凄腕テクの女優さんが力を合わせて4時間イカセまくってヌキまくる～（12月11日、ケイ・エム・プロデュース）
- 美脚黒ストッキングOL中出し乱交 ～仕事終わりにオフィスで乱交した思い出～（12月11日、トータル・メディア・エージェンシー）
- 不倫妻野外露出（12月19日、バミューダ/妄想族）
- ごっくん・中出し・アナル・強制レズ!性奴隷ザーメン漬け輪姦（12月19日、エムズビデオグループ）
- 憂いの巨乳団地妻（12月20日、STAR PARADISE）
- イカセ拷問 鬼犯（12月25日、ケイ・エム・プロデュース）
- 聖なる夜に友人の母親と二人きり・・・。（12月25日、マドンナ）
- 縛られた美人秘書03 ～肉欲と恥辱に支配されたオフィス緊縛～（12月25日、ビッグモーカル）
- スケベな柄パンスト美脚 4（12月30日、ジャネス）

2016年
- インテリ変態ビッチ秘書 知的な秘書の過激な痴態…。（1月1日、Fetish Box/妄想族）
- IとJ最強クビレ巨乳お姉さんとWハーレムFUCK!!（1月1日、ムーディーズ）
- 篠田あゆみの凄テクを我慢できれば生★中出しSEX!（1月1日、ワンズファクトリー）
- スケベな女の卑猥なおまんくぱぁ!（1月1日、Fitch）
- 媚薬電流アクメ7 (1月8日、ROCKET)
- 愛虐の乳房（1月8日、オルガ）
- 隣に住むママより優しい奥さんが親には内緒で僕に孕ませ性教育 皮が剥けたばかりの僕に中出し嘆願 (1月8日、V&Rプロダクツ)
- 人気女優が素人宅へ出張ソープ!!（1月8日、ケイ・エム・プロデュース）
- Z 縛肉加工PLANT (1月19日、ドグマ)
- 母親の筆下ろし性教育が義務化された世界 母に許されているのは1度きりの童貞喪失SEX!正しい性知識を教えるだけのはずだったのに…旦那よりも元気な息子チ○ポにハマり禁断の母子相姦で快楽堕ち!! (1月21日、ディープス)
- 家庭訪問母親レイプ（1月22日、トータル・メディア・エージェンシー）
- 友達の母さんは、コスプレイヤー。(1月25日、マドンナ)
- 「夫に内緒で年に一度ハメ外し…」巨乳人妻の不倫グループ中出し旅行 (1月25日、本中)
- うちの妻にかぎって、、、「(キス)したい… 」下唇を噛みながら小さく頷くと僕の妻は他の男にカラダを許した 【寝取られ】人妻中出し【NTR】17（1月25日、ビッグモーカル）
- こんな女に抱かれたい (2月5日、ワープエンタテインメント）
- 性欲盛りの上司の奥さんに馬乗りされて痴女られちゃった俺 (2月6日、AKNR)
- 母の友人 (2月25日、マドンナ)
- オシャブリーナ フェラチオがしたくてたまらないおしゃぶり痴女 (3月1日、妄想族/マザー)
- 篠田あゆみをAVアイドルにプロデュース! (3月4日、h.m.p)
- 素人おじさんと、エロ酔いお散歩デート (3月5日、アイエナジー)
- 社宅妻の昼顔レズビアン (3月7日、ビビアン)
- 娘のブルマを履いたら予想外に小さくて脱げなくなってしまった母 (3月17日、ヒビノ)
- 毎日10発中出しするまで終わらない粘着オヤジと濃厚SEX (3月19日、OPPAI)
- 暴風雨 兄貴の嫁と二人だけの夜 (3月25日、マドンナ)
- 秘書in…(脅迫スイートルーム) (4月1日、ドリームチケット)
- 配達員から中出しチ○ポを求める欲求不満な奥さんとハーレム中出し乱交 (4月8日、トータル・メディア・エージェンシー)
- 人妻秘書痴漢電車 ～肉体を支配する秘めた願望に堕ちて～ (4月25日、マドンナ)
- 寸止めSEX お願いだからイカせてください…6 (4月25日、セレブの友)
- 中出し吸引バキュームま○こ (4月25日、本中)
- 姪と叔母さんが凄い身体すぎるから子作り (5月1日、ZUKKON/BAKKON)
- とってもキレイなお姉さんの極上グラマラスボディ バランスの取れた完璧な肉体から発する魅惑のフェロモン (5月1日、Redcat)
- 街角で素人チ●ポに発情する痴女奥さま (5月6日、h.m.p)
- 汗だくスポコスレズビアン サンバのリズムで熱狂!爆乳ラテンアスリートの激アツレズカーニバル!! (5月7日、ビビアン)
- 嫁の母親に中出ししてしまった (5月13日、VENUS)
- 巨乳スレンダー専門 逆3P性感エステ (5月19日、OPPAI)
- ボディーストッキングTemptation (5月19日、Fetish Box/妄想族)
- あなた、ごめんなさい。 夫よりも縄に寝取られて…(5月19日、ドグマ)
- 刺青人妻レズビアン 鯉の女と般若の女 (5月25日、マドンナ)
- 淫らに乱れる篠田あゆみ (5月25日、セレブの友)
- はだかの主婦 川崎市在住 篠田あゆみ（30）(6月1日、プラネットプラス)
- 黒人メガチ○ポで絶叫痙攣イキまくり！限界喉奥スロートで咽びながら従順おしゃぶり！子宮に届くほどのデカ○ラピストンでマ○コ引き裂き理性崩壊 中出し失神寸前絶頂FUCK (6月1日、RedCat)
- 篠田あゆみの人妻媚薬レズエステ (6月3日、クリスタル映像) 共
- 昭和女のエレジー 戦中秘録 人妻を狂わせた憲兵たちの性暴力1937 (6月9日、ヒビノ)
- 篠田あゆみ20時間20分ベスト (6月13日、セレブの友) ※総集編
- 近親［無言］相姦 隣にお父さんがいるのよ… (6月19日、VENUS)
- 「おばさんの下着を盗んでどうするの？」 女を忘れた美人おばさんは自分で発情してくれる少年チ○ポなら 下着を盗まれても嫌じゃない… (6月23日、DANDY)
- 剃毛再解禁!! 服従の緊縛パイパン妻 (6月25日、マドンナ)
- 騎乗位と手コキで亀頭責めをする女コンサル (6月25日、煩悩組/妄想族)
- 中出し不倫SEX 火照った体を震わせてイキまくる変態人妻 (7月1日、h.m.p)
- 篠田あゆみ BEST 4時間 (7月1日、h.m.p) ※単体ベスト
- 「貴女ほどの美しい方が何故ココに!女を忘れた働く美人おばさんに若くて硬い少年チ○ポを3分間魅せつけてヤる」VOL.1 (7月7日、DANDY)
- 鬼イカセ 篠田あゆみ (7月8日、ケイ・エム・プロデュース/REAL)
- 淫虐の奴隷オークション 夫の前で売り飛ばされる巨乳人妻 (7月13日、ORGA)
- おっぱいモロ出しふんどし一丁!素人ぶっこ抜き男湯生活24時間 (7月13日、E-BODY)
- バツ2の不貞妻7 (7月13日、セレブの友)
- 息子の巨乳妻を確実に孕ませたい (7月19日、OPPAI)
- 女監督ハルナの女と女の嫉妬 ガチンコトリプルレズバトル round.03 (7月19日、レズれ!)
- 愛くるしい人妻マ○コが突然発情!犬並み中出し交尾 (7月25日、本中)
- 丸ごと!篠田あゆみ8時間 ～美巨乳熟女の妖艶な情欲SEXベスト～ (7月25日、マドンナ) ※単体ベスト
- エロティック ボンデージ 究極のサディスティックLOVE (7月30日、未来 フューチャー)
- 淫語ささやき逆痴漢 (8月1日、MOODYZ)
- 淫まん!肉ビラぷるぷるの変態マ○コがやってくる (8月1日、Fetish Box/妄想族)
- 生ハメ中出し淫語痴女 見せつけおあずけお下劣セックス (8月5日、h.m.p)
- 人妻温泉不倫のお宿 (8月5日、LEO)
- 息子の嫁の熟れた美躰 旦那に隠れて義弟と肉体関係を持つ嫁を咎めようとした義父も嫁の体に溺れる (8月6日、ヒビノ)
- 旦那の隣で夜這いされイキたくなくてもイッてしまう欲求不満妻 Vol.2（8月6日、F&A）
- 甘い魅惑の中出しキャリアウーマン (8月7日、ATLANTIS-H)
- 訪問先で人妻にバイブをズブっと突っ込みその卑猥な動きにつられ激しくグラインドするバイブ尻 (8月18日、AKNR)
- じっくりゆっくり快感でおかしくなっても続ける母と息子の性教育 (8月19日、VENUS)
- お、奥さん…具が出てますよ!! ～妻の友人が僕に見せつけてくるマ○コはみ出し腰振りダンス～ (8月25日、マドンナ)
- アナル舐め高級痴女サロン15 (8月25日、セレブの友)
- 上品VSやんちゃ ふたつの家族がエロすぎたからおもくそ子作り (9月1日、ZUKKON/BAKKON)  ※「AV OPEN 2016」企画部門 エントリー作品
- 「ナマではいっちゃった!」爆乳デリ嬢のオイル素股でチ○ポをマ○コに擦り付けてたら思わずフル勃起からのナマ挿入! (9月1日、グローリークエスト)  ※ 「AV OPEN 2016」企画部門 エントリー作品
- 色気むんむん美熟女ブルマ (9月1日、Fetish Box/妄想族) ※ 「AV OPEN 2016」マニア・フェチ部門 エントリー作品
- イチャLOVEデート4 世界で1番大切な篠田あゆみ (9月13日、セレブの友)
- 母親の再婚 僕の親友と結婚した母 (9月19日、VENUS)
- 無言妻 夫が隣にいるのよ… 4 「声でちゃう!」と必死で我慢している顔に超コーフンする俺!ボインな奥さんの吐息とびしょ濡れマ○コにギン勃起チ○ポ入れちゃいました!! (9月23日、なでしこ)
- 近所のデカパイ人妻は無防備に家ではノーブラ!欲求不満なのかボインの谷間と胸チラで僕を誘惑してきた。もう堪らんです!! 5 (10月14日、なでしこ)
- 父が出かけて2秒でセックスする母と息子 (11月19日、VENUS)
- S級熟女コンプリートファイル 篠田あゆみ6時間 (12月7日、VENUS) ※単体ベスト

2017年
- パンスト妄想脚スペシャル（1月1日、ミル）
- 篠田あゆみ作品集 (5月3日、サディスティックヴィレッジ) ※単体ベスト
- 男を墜とすイイ女 篠田あゆみ引退ベスト (6月2日、ワープエンタテインメント) ※単体ベスト
- 篠田あゆみ まるごと完全収録1133分 (7月25日、セレブの友) ※単体ベスト
- スーパー手コキ大図鑑 絶品手コキペディア 4時間 (8月1日、Fetish Box/妄想族) ※単体ベスト

2018年
- もしも都内洗体エステ店に超美巨乳AV女優篠田あゆみが働いていたら? (1月13日、カルマ)
- 波多野結衣 篠田あゆみ 澤村レイコ 成宮はるあを徹底解析!全身女体観察 (5月13日、カルマ)
- まるっと!篠田あゆみ (12月1日、プラネットプラス) ※単体ベスト

### イメージDVD
2015年
- Formosaの麗人（7月30日、Shadow Project）
- Ayumi 巻き起こる媚薬の風（パンティと写真付き）（10月1日、レベッカ）

2016年
- Nostalgic Lover -艶やかな人妻の裸体-（1月28日、Precious Beauty）
- 全裸ヨガ教室Vol.6~篠田あゆみ編~（2月27日、オルスタックソフト）
- 全裸ヨガ教室Vol.20~篠田あゆみ編~（2月27日、オルスタックソフト）

## 雑誌
2015年
- 週刊大衆 2015年7月13日号 永久保存版なミニ写真集（6月29日、週刊大衆）
- 週刊大衆 2015年11月16日号 グラビア（11月16日、週刊大衆）

## 写真集・カレンダー

### 「AMI、さつき」名義
2014年
- すっごくカラダのE子ちゃん AMI 写真集Vol.1（7月3日、NOSTYLE）
- すっごくカラダのE子ちゃん AMI 写真集Vol.3（9月4日、NOSTYLE）
- 応募即撮りH系 さつき 写真集vol.1（9月15日、NOSTYLE）

2015年
- Dutch Wife さつき 写真集vol.3（1月18日、NOSTYLE）

### 「篠田あゆみ」名義
2015年
- 篠田あゆみ『アユミのカラダ』VOL.1（5月22日、NOSTYLE）
- 吐息（6月3日、双葉社、撮影：冨貴塚宏樹）ISBN 978-4575308891
- 篠田あゆみ『アユミのカラダ』VOL.2（10月1日、NOSTYLE）
- 篠田あゆみ『アユミのカラダ』VOL.3（10月9日、NOSTYLE）
- 篠田あゆみ『アユミのカラダ』VOL.4（10月16日、NOSTYLE）
- 卓上 篠田あゆみ 2016年カレンダー（10月17日、株式会社 トライエックス）

2016年
- セクシャルヌード・ポーズBOOK act篠田あゆみ（2月26日、二見書房、撮影：長谷川朗）ISBN 978-4576160344